# Onuris
Onuris (gr.  Ὀνούρις) – w mitologii egipskiej grecka nazwa czczonego w  górnoegipskim Tinis i dolnoegipskim Sebennytos boga Anhuret (Anhor, An-Her, Inher), o niejasno określonym charakterze i funkcjach.
Imię Inher oznacza „ten, który sprowadził Oddaloną” i odpowiada znaczeniu mitycznego przekazu, według którego sprowadził on słoneczne oko (które w gniewie opuściło Ra), choć jego osobowość zdaje się wtórnie podporządkowana tej legendzie. W tej roli może być jednak utożsamiany z Szu, małżonkiem Tefnut, czyli Oddalonej, na co wskazywałoby nadawane mu miano Onoris-Szu w czasach Nowego Państwa. Łączony jest również z bogiem Thotem z Panebes (odmiennym od hermopolitańskiego).
Towarzyszy mu mająca kształt lwicy bogini Mehit, również związana z okiem słonecznym przedstawianym w postaci lwa.
Inny aspekt wskazuje na jego wojowniczy charakter i pokrewieństwo z Horusem-wojownikiem jako pierwowzorem egipskich bogów wojowników. Poświadczają to jego pierwotne wyobrażenia jako człowieka z kilkoma (2-4) piórami na głowie i włócznią w ręku, przypuszczalnie będące uogólnionym wizerunkiem króla-łowcy, który jako Pan Bitwy pokonuje wrogów Ra. Z kolei przedstawiany na stelach w roli bóstwa opiekuńczego odpędzającego dzikie zwierzęta, bliski jest magicznym wyobrażeniom „Horusa na krokodylach” pełniącego podobną rolę.